# 北张镇
北张镇，是中华人民共和国山西省运城市新绛县下辖的一个乡镇级行政单位。

## 行政区划
北张镇下辖以下地区：
北张村、西庄坡村、庙儿坡村、宁家坡村、沐浴沟村、张家坡村、北董村、东南董村、西南董村、李家庄村、马首官庄村、西行庄村、南燕村、北燕村、南行庄村、北行庄村、南杜坞村、北杜坞村和西庄村。